# Tenuipalpus amatikulensis
Tenuipalpus amatikulensis är en spindeldjursart som beskrevs av Meyer 1993. Tenuipalpus amatikulensis ingår i släktet Tenuipalpus och familjen Tenuipalpidae. Inga underarter finns listade i Catalogue of Life.